# Penthilos (Sohn des Periklymenos)
Penthilos (altgriechisch Πένθιλος Pénthilos) ist in der griechischen Mythologie einer der Nachkommen des Neleus, wobei seine Stellung innerhalb der Genealogie unklar bleibt. Er ist entweder der Sohn des Periklymenos und Vater des Boros oder der Sohn des Boros.
Als Sohn des Boros wird ihm als eigener Sohn Andropompos, der Vater des Melanthos, zugeschrieben, der ansonsten über Boros sein Enkel ist. Anchiroë wäre demnach seine Gemahlin gewesen.